# Il libro del riso e dell'oblio
(Milan Kundera, L'arte del romanzo, 1986)
Il libro del riso e dell'oblio è un romanzo dello scrittore ceco Milan Kundera, pubblicato per la prima volta nel 1978 e definito dallo stesso scrittore come un "romanzo in forma di variazioni".
È diviso in sette parti:
1. Le lettere perdute
2. La mamma
3. Gli angeli
4. Le lettere perdute
5. Lítost
6. Gli angeli
7. Il confine

## Trama
Boemia, 1971. Mirek dice: la lotta dell’uomo contro il potere è la lotta della memoria contro l’oblio. Di mestiere fa il manovale in un cantiere edile, e venticinque anni prima ha avuto una relazione con Zdena. Mirek tiene un diario in cui annota tutte le riunioni riguardo la situazione politica fin troppo opprimente che stanno vivendo lui e i suoi compatrioti, e decide di trasferire i documenti compromettenti dove non possano essere rintracciati, ma prima vuole assolutamente recuperare qualcosa da Zdena, la sua vecchia amante: lettere. Lettere che proprio lui era solito inviarle. Mentre Mirek è diretto verso di lei, però, nota dallo specchietto della macchina che qualcuno lo sta seguendo… Karel e Markéta sono una coppia. La mamma di Karel ha da poco perso il marito, e così, vedendola triste e sola al funerale, i due decidono di invitarla a stare da loro per una settimana. Markéta è adulta ormai, e le considerazioni negative che aveva fatto tempo prima sulla suocera sono cambiate. Ad un tratto le sembra quasi “piccola e indifesa come un bambino”. Domenica la coppia ha un impegno, ovvero accogliere una loro amica, Eva, che abita distante e ha intenzione di sostare una notte dai due amici. La mamma però rimane inaspettatamente un giorno in più del previsto, e aspetta con Karel e Markéta la misteriosa Eva, donna di una bellezza procace, che i due spacceranno per una lontana cugina. La serata prende una piega inaspettata, e la mamma si rivela un grande ostacolo per i tre…

## Edizioni
- Milan Kundera, Il libro del riso e dell'oblio, traduzione di Alessandra Mura, collana gli Adelphi, Adelphi, 2001,  p. 273, ISBN 88-459-1354-6.